# Fernando Dávila
Fernando Dávila Cárdenas (Coahuila, 1886-1919) fue un general mexicano que participó en la Revolución mexicana. 

## Biografía
Nació en Coahuila. Se unió al maderismo, donde llegó a obtener el grado de General de brigada. 
Fue subalterno de Ernesto Santos Coy durante la lucha contra Victoriano Huerta, y como éste vacilara durante la escisión revolucionaria, Dávila tomó algunas de sus fuerzas y se puso a las órdenes del Greneral Francisco Coss. 
Combatió al zapatismo en Puebla y luego participó en la toma definitiva de la Capital del país, a las órdenes de Pablo González Garza. Luego fue gobernador del estado de Guanajuato por un corto periodo (1916-1917). Se le nombró dentro del Ejército Mexicano jefe de la Guarnición de la Ciudad de México. 
Murió envenenado por sus enemigos militares.
- Datos: Q5859470